# Rainer Buchmann (Zahnmediziner)

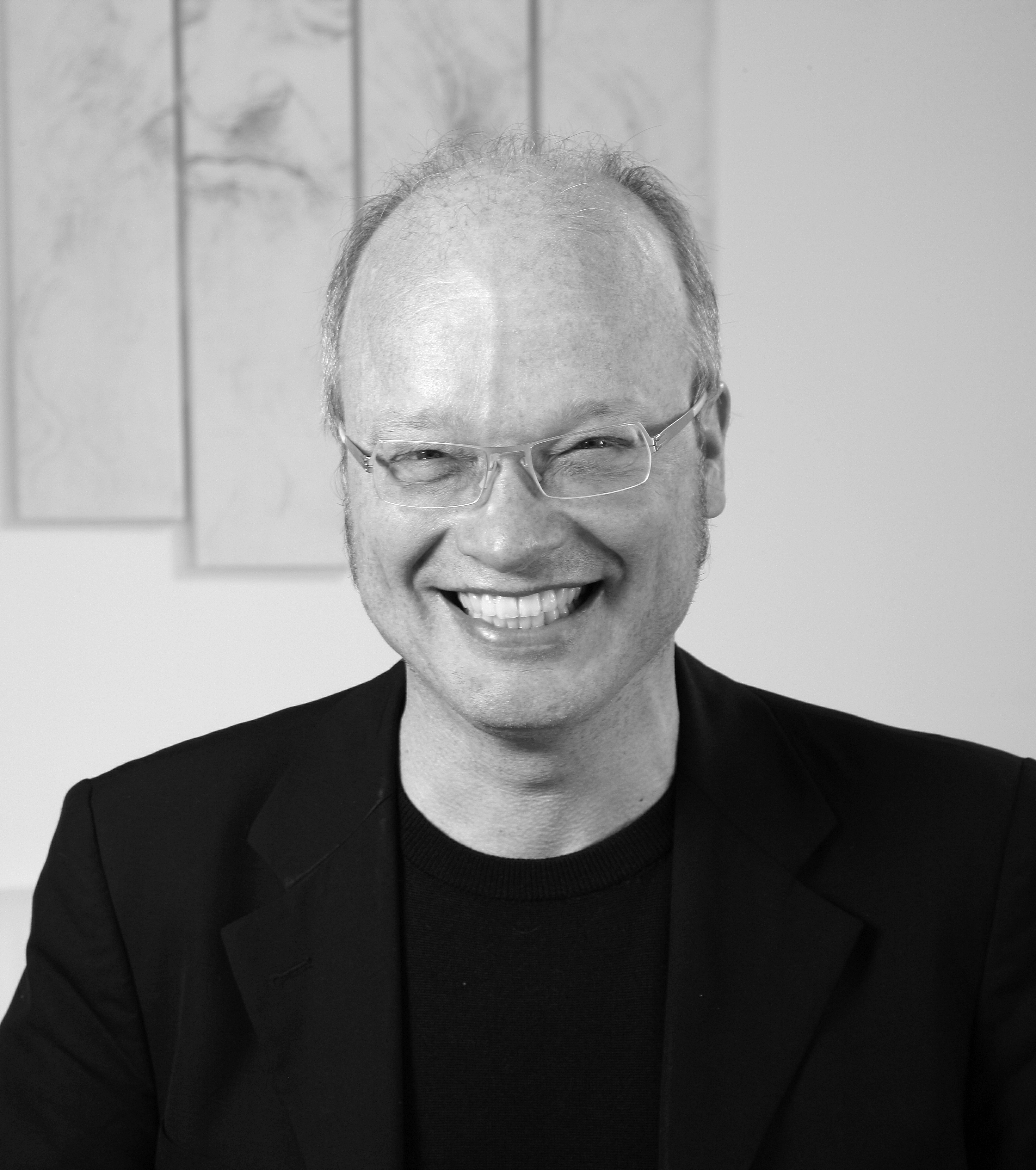
Rainer Buchmann (2007)

Rainer Buchmann (* 1960 in Dortmund) ist ein deutscher Fachzahnarzt für Parodontologie, Hochschullehrer an der Medizinischen Fakultät der Heinrich-Heine-Universität Düsseldorf und Profesor Invitado am Department of Oral Medicine and Periodontology der Universität Sevilla.

## Leben
Buchmann studierte von 1979 bis 1984 an der Universität Münster Zahnmedizin und promovierte 1985. Als Fachzahnarzt für Parodontologie (1988) unterrichtete er seit 1996 als Oberarzt an der Poliklinik für Parodontologie der Universität Münster, nach der Habilitation im Jahr 1999 als kommissarischer Leiter und Interim-Direktor.
Nach einem Forschungsaufenthalt bis 2002 als Assistant Professor an der Boston University und Harvard Medical School in Boston, USA, ist er seit 2007 in Düsseldorf tätig. Seit 2003 ist Buchmann Sondergutachter der Deutschen Forschungsgemeinschaft (DFG) und Mitglied im wissenschaftlichen Beirat des Journal of Periodontology. Buchmann hat zwei Lehraufträge an der Heinrich Heine-Universität Düsseldorf (seit 2004) und der Universität Sevilla (seit 2010).
Buchmann hat vier Töchter.

## Auszeichnungen

Rainer Buchmann mit Wolfgang Bengel † und Jörg Meyle während der Tagung der Deutschen Gesellschaft für Parodontologie im Taschenbergpalais in Dresden (1999)

- 1987: 1. Wissenschaftspreis der Deutschen Gesellschaft für Parodontologie (DGP) für seine Arbeiten zur Beurteilung der Wundheilung nach chirurgischer Parodontalbehandlung.
- 1992: 2. Wissenschaftspreis der DGP zur Biologie der Dämpfung von Implantaten und natürlichen Zähnen.
- 1994: 1. Wissenschaftspreis der DGP für seine Experimente zur klinisch-immunologischen Diagnose der Parodontitis.
- 1998: Deutscher Millerpreis der Deutschen Gesellschaft für Zahn-, Mund- und Kieferheilkunde (DGZMK)[1][2] für seine Habilitationsschrift Klinische, biochemische und mikrobiologische Parameter zur Diagnose und Therapiekontrolle am Modell der chronischen und aggressiven parodontalen Entzündung und der parodontalen Regeneration.

## Forschung
Grundlagenarbeiten in der klinischen Forschung und Bakteriologie der Parodontalerkrankung und Implantatversorgung entstanden in Münster. Weiterführende Untersuchungen befassten sich mit der Biochemie der Entzündung bei Parodontalerkrankungen, der Immunbiologie und Enzymregulation im Gingivaexsudat. Experimentelle, durch die National Institutes of Health geförderte Forschungsarbeiten zur leukozytären Gewebsschädigung (Leukocyte-Mediated Tissue Injury) und Signaltransduktion bei aggressiver Parodontitis entstanden am Brigham and Women’s Hospital in Boston. Klinische Studien zum Zusammenhang zwischen medizinischer Parodontalbehandlung, Patientengesundheit und Lebensqualität erfolgten in Düsseldorf.
Buchmanns Forschungsarbeiten legen nahe, dass die Parodontalbehandlung zur Kontrolle organbedingter Entzündungen, einer Stabilisierung der Körperschutzzonen und der Verminderung vorschneller Gefäßalterung beiträgt. Die durch die parodontale Therapie erzielte Entlastung der Körperabwehr ist eine wichtige präventivmedizinische Maßnahme vor kardiologischen, kardiochirurgischen und endoprothetischen Implantationen. Sie liefert damit einen Grundbeitrag zur Förderung der Allgemeingesundheit.
Die Integration medizinischer Implantate erfordert eine frühzeitige Entscheidungsfindung, dreidimensionale Planung und Minimalisierung des Eingriffs mit Aufrechterhaltung der Gewebedurchblutung. Die Langzeitsicherung bedarf eines hohen Entzündungs- und Hygieneschutzes, Gewebevolumens und balancierter Belastung.

## Gesellschaft
Soziales Engagement zur oralen Prävention mit Früherkennung und Vermeidung von Allgemeinerkrankungen erfolgen in Bürgerveranstaltungen und Selbsthilfegruppen. Informationen über die Zusammenhänge von chronischen Erkrankungen, Alterung und Lebensqualität sowie die Behandlung von Mund- und Schleimhautveränderungen bei Krebserkrankungen sind zentrale Themen.

## Schriften
- Parodontale Entzündung. Schlütersche, Hannover 2001, ISBN 3-87706-608-9.
- Patientengerechte Parodontologie. Thieme Verlag, Stuttgart 2010, ISBN 978-3-13-149771-0.
- Economic Periodontal and Implant Dentistry. Bentham Science Publishers, Vereinigte Arabische Emirate 2016, eISBN 978-1-68108-383-4.